# Cheirodendron trigynum
Cheirodendron trigynum är en araliaväxtart som först beskrevs av Charles Gaudichaud-Beaupré, och fick sitt nu gällande namn av Amos Arthur Heller. Cheirodendron trigynum ingår i släktet Cheirodendron och familjen Araliaceae.

## Underarter
Arten delas in i följande underarter:
- C. t. helleri
- C. t. trigynum

## Bildgalleri

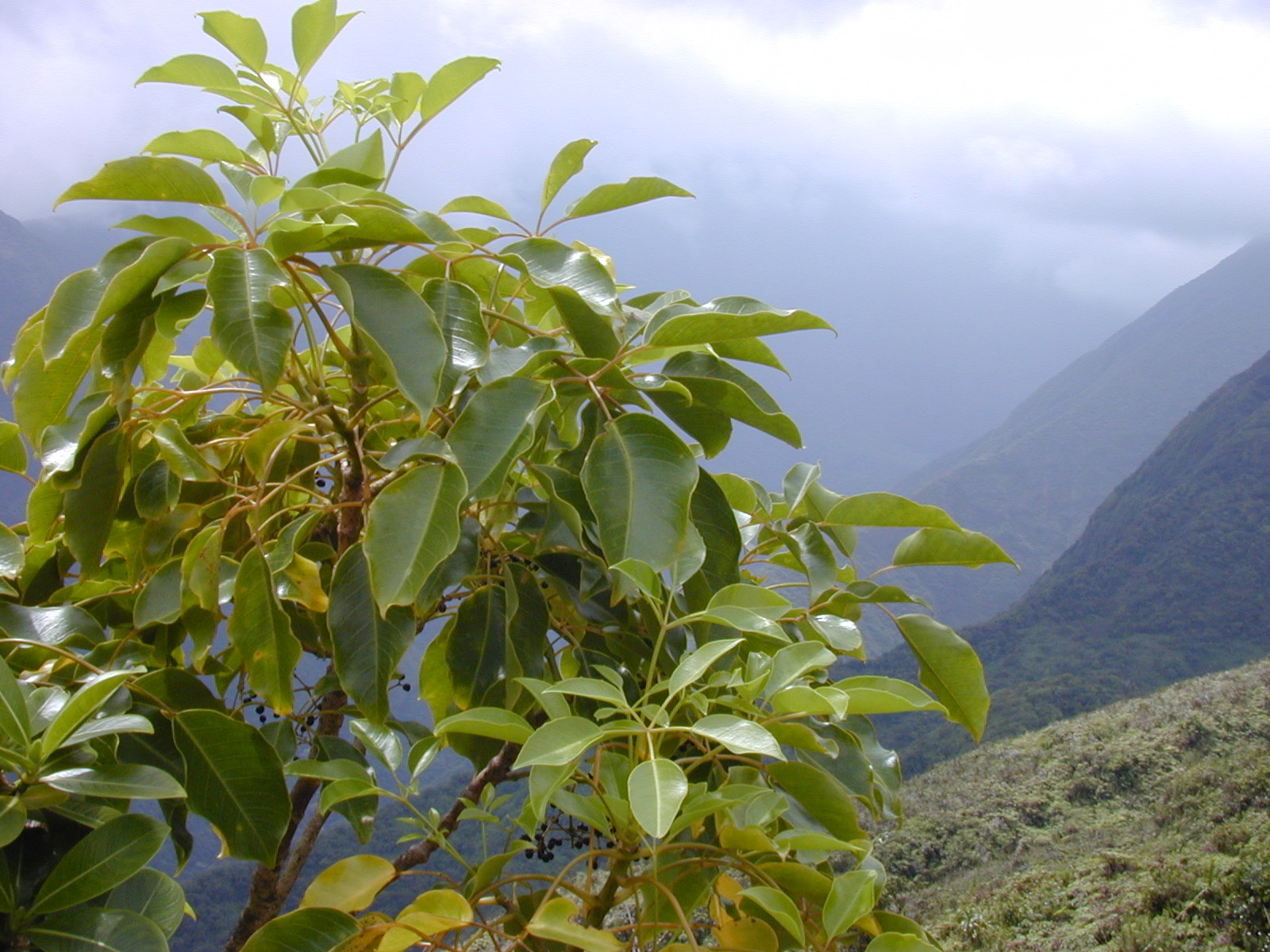
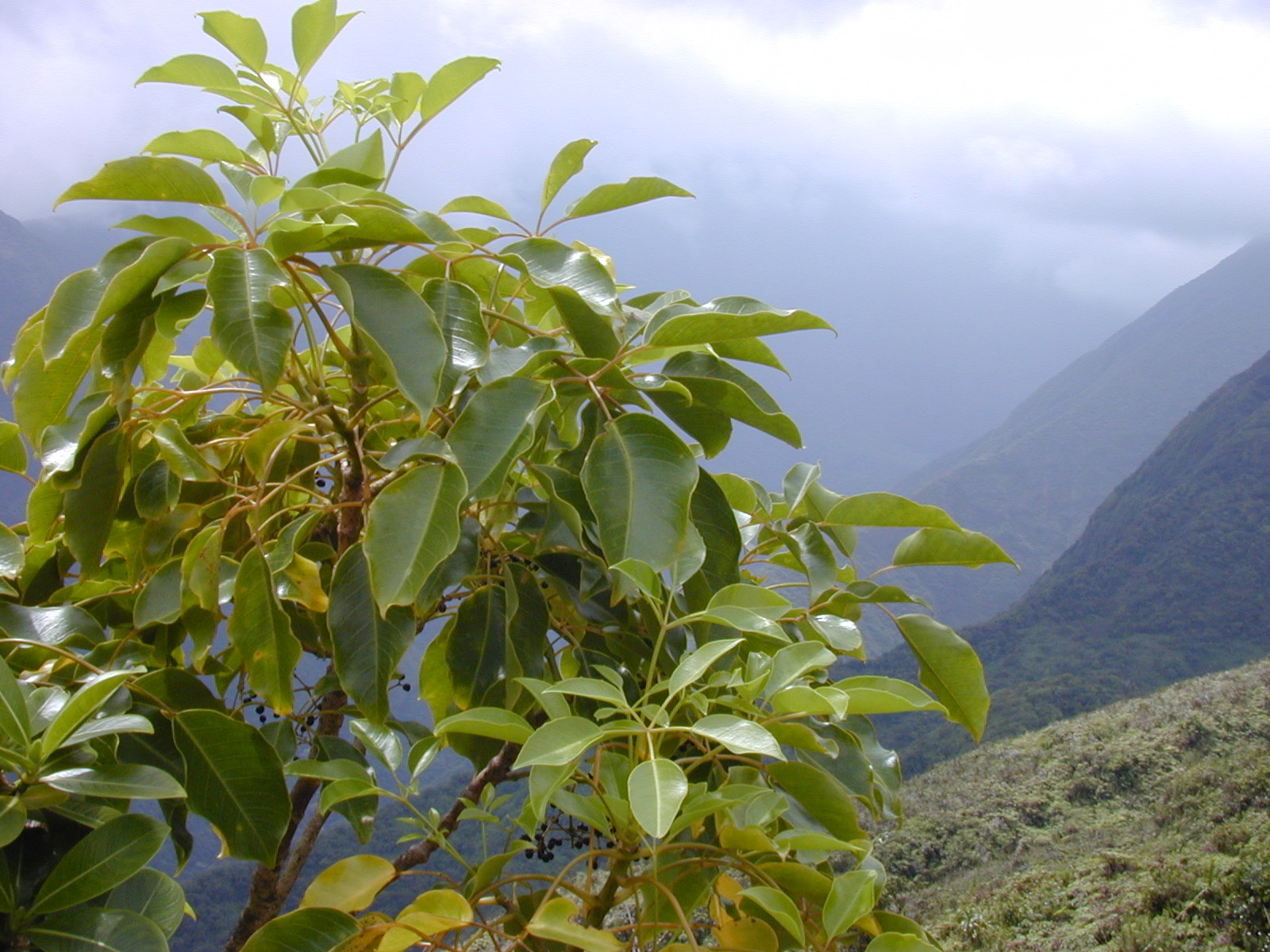
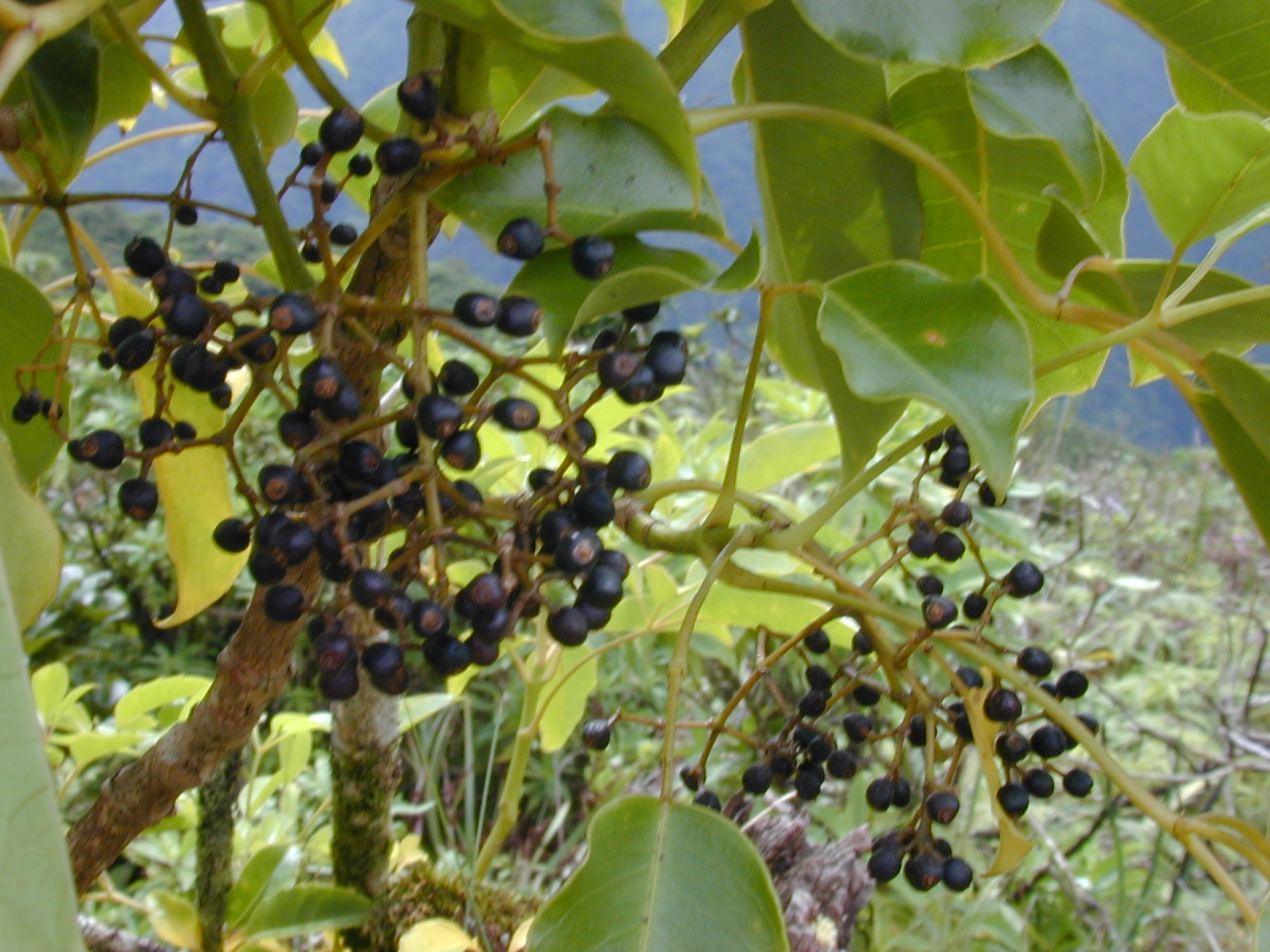
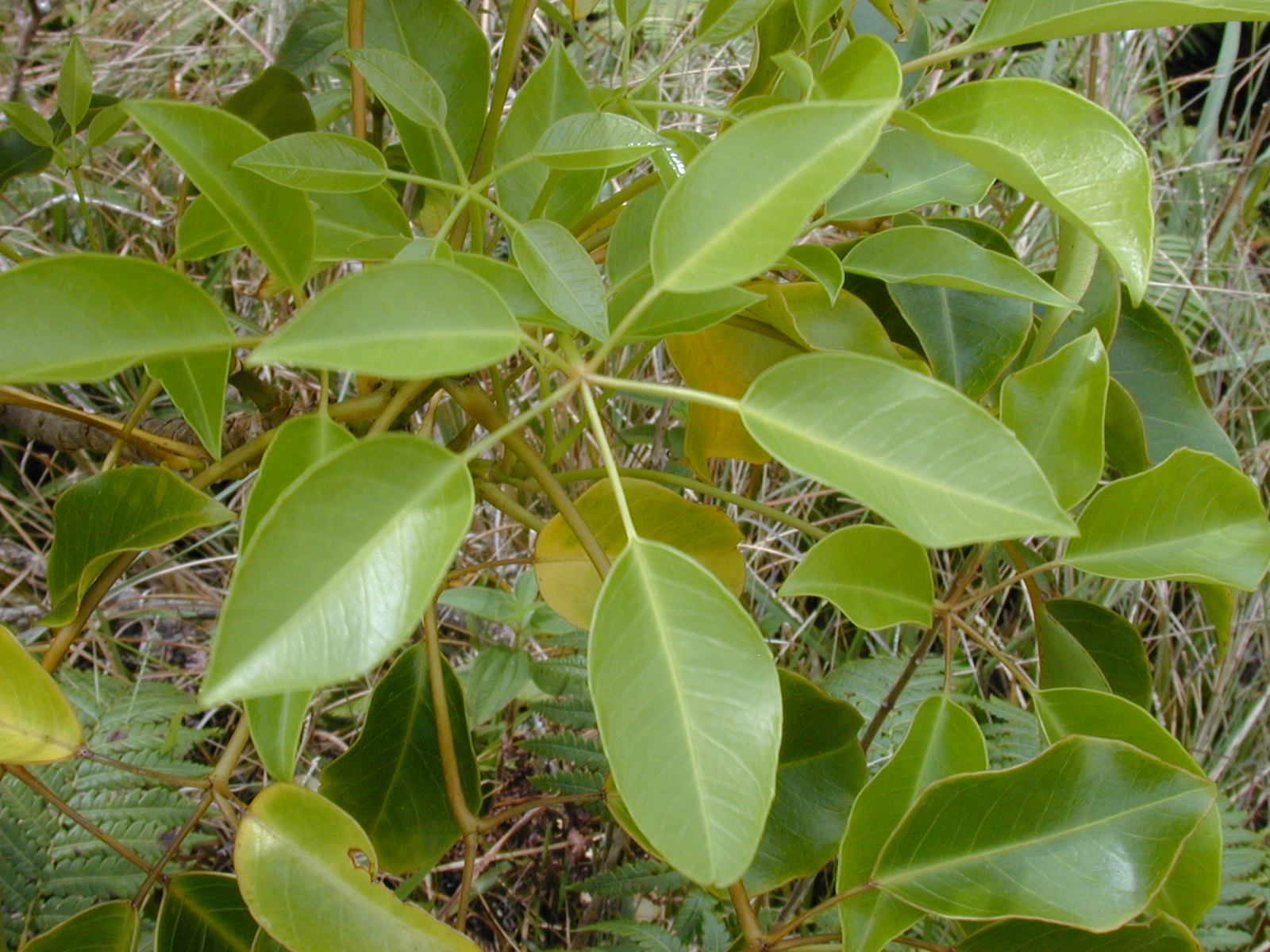
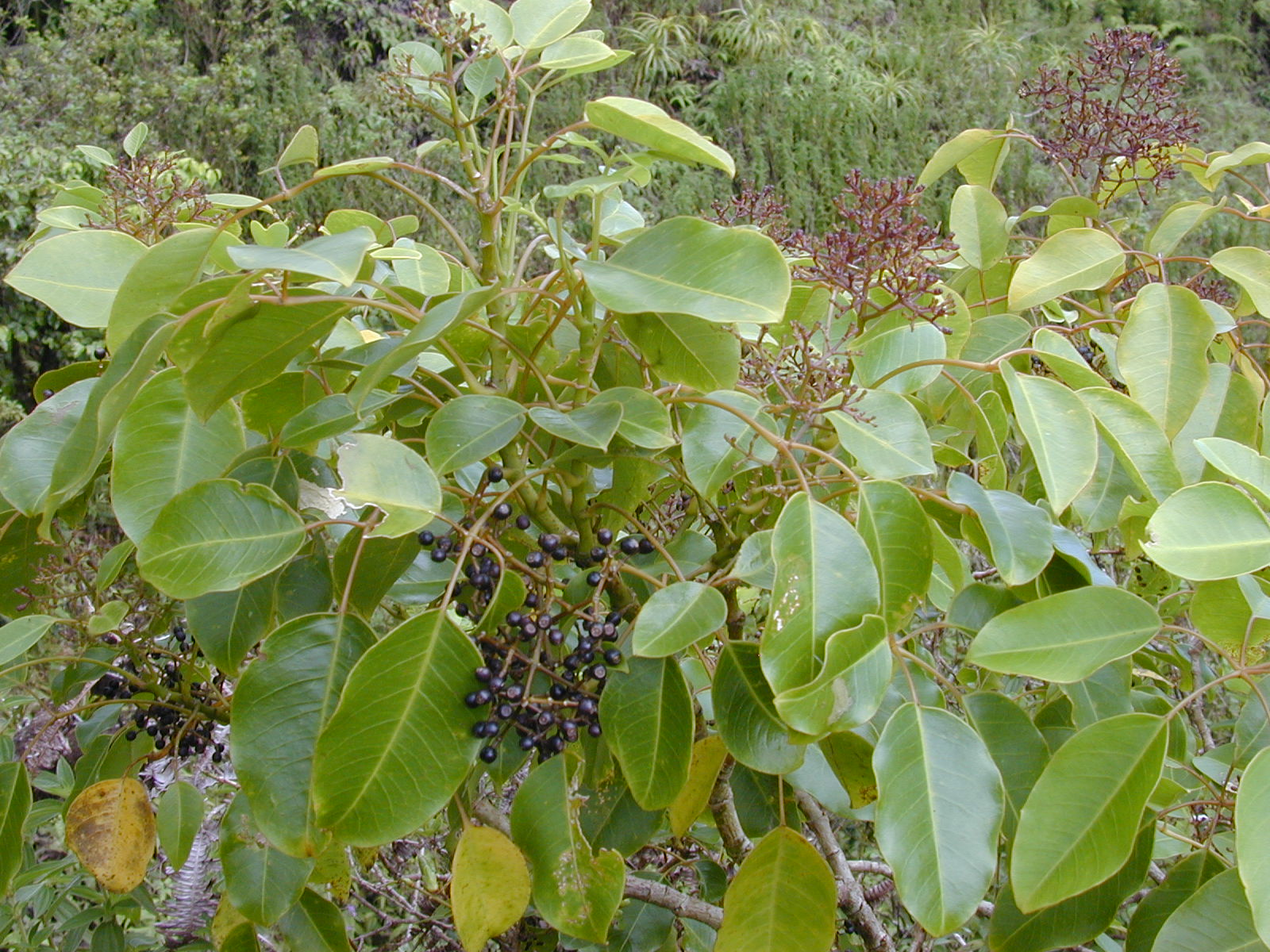
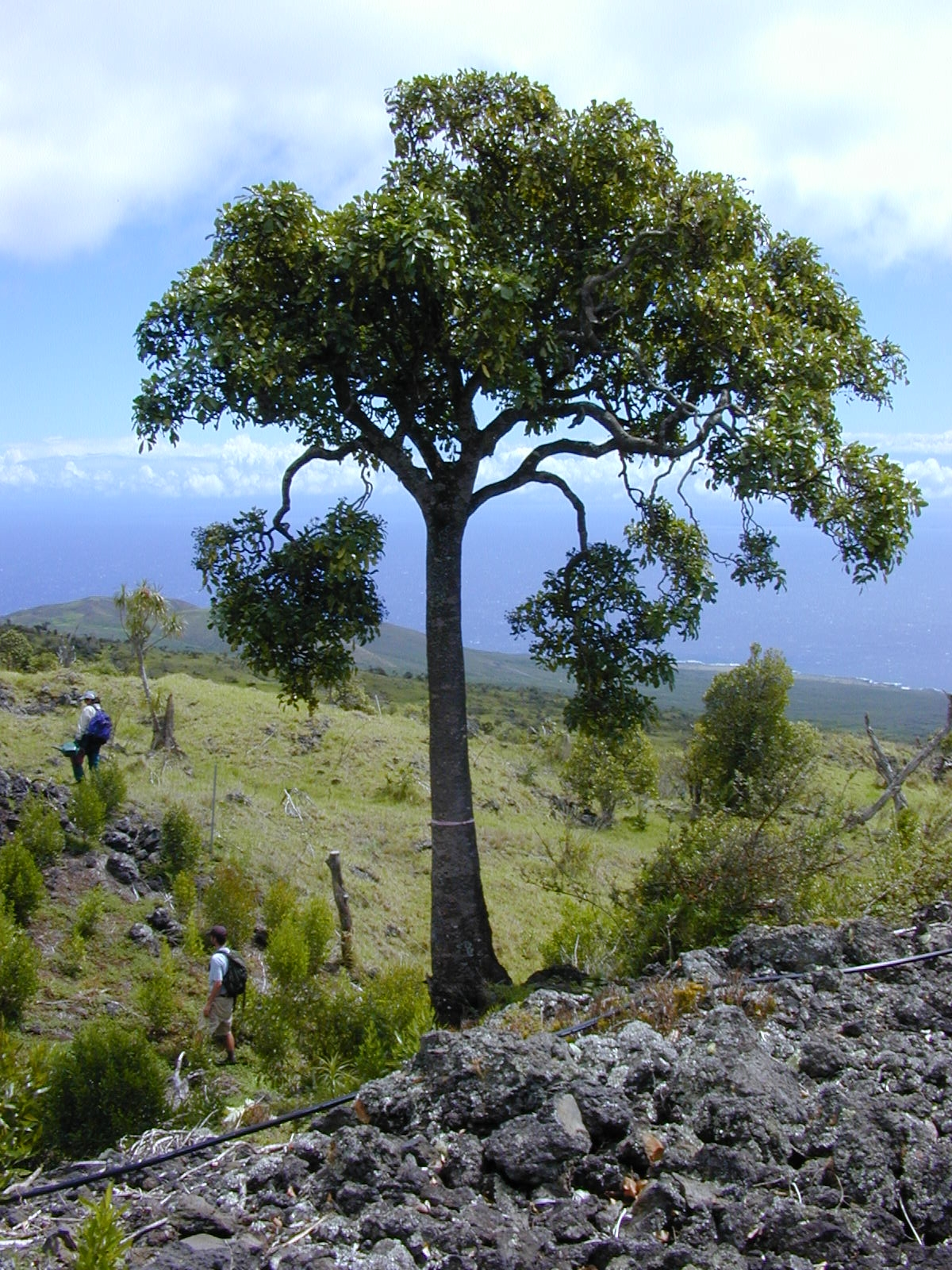